# A buddhizmus és a nyugati tudományok
A buddhizmus és a tudomány már rengetegszer bizonyult kompatibilisnek a történelem során. A buddhizmus és bizonyos tudományos területek között párbeszéd folyik. A buddhizmuson belül a filozófiai és pszichológiai tanítások hasonlóságot mutatnak a modern tudományos és filozófiai elképzelésekkel. Például a buddhizmus támogatja a természet pártatlan vizsgálatát (a páli kánonban ezt úgy nevezik, hogy dhamma vikaja) — a vizsgálat fő tárgya az én. A buddhizmus néhány népszerű koncepciója köthető az evolúció, kvantumelmélet és kozmológia tudományaihoz, azonban a legtöbb tudós számára demarkációs problémát jelent összeegyeztetni a buddhizmus vallási és metafizikai kijelentéseit a tudományos módszerekkel. 1993-ban Jean Piaget kiadta a tanuláselméletét, amelyben azt írta, hogy a buddhizmus a gondolkodás negyedik fajtája a varázslat, a tudomány és a vallás mellett.
A buddhizmust többen jellemezték úgy, hogy racionális és dogmáktól mentes és bizonyítékok szolgálnak rá, hogy ez így volt egészen a történetének kezdetétől fogva. Egyesek szerint a buddhizmus ezen jellemzője főleg a modern időkben kapott nagyobb hangsúlyt és részben ez már egy újraértelmezett verzió. A buddhizmus nem minden formája mentes a dogmáktól. Egyes formái nem maradnak semlegesek a természetfeletti témákkal kapcsolatban és nem nyitottak a tudományos felfedezések irányában. A buddhista iskolák között is találni fundamentalista és elkötelezett hagyományokat, amelyekben helyi szellemeknek hódolnak, vagy mindenféle babonákat követnek. Mindezek ellenére megfigyelhetők bizonyos hasonlóságok a tudományos vizsgálódás és a buddhista gondolkodás között. Tendzin Gyaco, a 14. Dalai láma egy tudományos konferencián kifejtette, hogy mind a buddhizmus és a tudomány is elővigyázatosak az abszolútumokkal, és inkább a kauzalitás és az empirizmus módszereit részesítik előnyben.

## A buddhizmus és a tudományos módszer
A Buddha párbeszédeit tartalmazó Kalama szutta sokkal inkább egybecseng a tudományos módszerekkel, mint a hagyományos, hitalapú vallások. Az írás kimondja, hogy a tényeket megfelelően meg kell vizsgálni, hit, spekuláció és másoktól vett információ nélkül. A buddhizmusban kétféle módszert alkalmaznak a vizsgálódásra, az empirizmust és a következtetést - akár csak más tudományokban.

## A buddhizmus és a pszichológia
Az 1970-es években több tudományos kísérletből az derült ki, hogy a buddhista meditáció segítségével bepillantást lehet nyerni a pszichológiai állapotok hatalmas kínálatába. Valamivel később - az agyszkennelő technológiák (funkcionális mágneses rezonanciavizsgálat vagy a SPECT) egyre tágabb körökben való hozzáférése után - egyre több tudóst foglalkoztatott az, hogy a meditáció használatával milyen tudatállapotokba lehet eljutni.
Az ilyen és ehhez hasonló tanulmányokat lelkesen támogatta a jelenlegi dalai láma, Tendzin Gyaco, akit már régóta érdekelt a buddhizmus és a tudomány közötti kapcsolat és aki rendszeres résztvevője a Mind and Life intézet által rendezett konferenciáknak.
1974-ben a kagyüpa iskola tanítója Csögyam Trungpa megjósolta, hogy a „buddhizmus pszichológiaként fog eljutni a nyugatra”. Ezt a nézetét erős szkepticizmussal fogadták az ő idejében, pedig később a buddhista koncepciók jelentős része a pszichológia területén vonult be a köztudatba. Néhány modern tudományos elmélet, mint például a Rogers féle pszichológia, erős párhuzamot mutat a buddhista gondolkozással. A buddhizmus és a tudomány kapcsolatát leíró legjelentősebb könyvek a jógácsára elméletek és a modern evolúciós biológia - főleg a DNS - közötti témákban íródtak. Ez azért van, mert a jógakara elméletben szereplő karmikus magvak segítségével könnyen magyarázható a természet-táplálék problémája. Bővebben ezekkel kapcsolatban William Waldron könyveiben lehet információkat találni. Például: Waldron (1995), (2002) és (2003).
William James amerikai filozófus és pszichológus gyakran merített a buddhista kozmológiából, amikor saját elképzeléseit alkotta. Ilyen például a „tudatfolyam” elnevezése, amely a páli vinnana-sota kifejezés szó szerinti fordítása. A „tudatfolyamnak” különböző elnevezései vannak a Buddha darmában. A vallási tapasztalat változatai (Varieties of Religious Experience) című könyvében James szintén támogatta a meditáció funkcionális értékét a pszichológia számára. Úgy tartják, hogy a Harvard Egyetemen tartott egyik előadásában az mondta, hogy „ez az a pszichológia, amit 25 év múlva mindenki tanulni fog”.

## A buddhizmus mint tudomány
Satya Narayan Goenka burmai buddhista tanító a Buddha dharmát az anyag és a tudat 'kristálytiszta tudományaként' jellemezte. Állítása szerint a buddhizmus pontos és analitikus filozófiai és pszichológiai megnevezéseket és érveléseket használ. Goenka nem hitként - ellenőrizetlen dogmák hittrendszereként - mutatja be a buddhizmust, hanem egy aktív, részrehajlástól mentes vizsgálódásként, ahogyan a dolgok vannak.
A buddhizmusban általánosan elfogadott tény, hogy a hatásokat okok váltják ki. A Buddha a valóságot a kezdetektől fogva ok-okozati összefüggésben magyarázta. A szenvedés és sanyarúság létezése az embereknél a fent álló okok miatt lehetséges. A Nemes nyolcrétű ösvény a dolgok valóságát úgy szemléli, ahogy azok vannak, a közvetlen valóságon keresztül. Az azonban vitatott, hogy a vizsgálódás milyen mértékig metafizikai vagy episztemológiai.
A newtoni elméletekben szereplő klasszikus tudomány olyan keretre van építve, amely a mindennapi tapasztalatokat tükrözi. Ebben az anyagi dolgoknak önálló létezése van, és az időben és térben el lehet azokat helyezni. A kvantumfizika keretein belül megérthető, hogy a természet hogyan működik az atomnál kisebb anyagok esetében. Ez jelentősen eltér a hagyományos tudományoktól, mert ennél nem létezik üres tér, és a tárgyak helye és momentuma egyidejűleg nem meghatározható. Az elemi részecskék folyamatosan megjelennek és eltűnnek, és valójában nem léteznek, hanem sokkal inkább „hajlamosak a létezésre”.
Úgy tűnik, hogy a klasszikus tudomány a hagyományos értelemben vett igazságot tükrözi, míg a kvantumfizika az abszolút igazság irányába mozdult el - miáltal erőfeszítéseket tesz, hogy hátrahagyja az olyan fogalmakat, mint létezés vagy nem-létezés, kint vagy bent, hasonlóság vagy különbözőség stb. Ugyanakkor, a tudósok próbálnak rájönni, hogy mi a kapcsolat a két tudomány által hordozott igazságok között. Ugyanis mindkettőt lehet tesztelni és alkalmazni az életben.
A tudományban egy elméletet többféle módon ellenőrizni kell mielőtt a tudományos közösség azt elfogadná. A Buddha is azt tanácsolta, hogy bármilyen tanítást is adjon egy tanító, azt le kell ellenőriznünk a saját tapasztalatainkon keresztül, mielőtt azt elfogadnánk igaznak. Az igazi megértés, avagy a helyes látásmód felszabadító, valamint békét és boldogságot hordoz. A tudomány által feltárt dolgokat is megértésnek nevezzük, amelyeket alkalmazhatunk a technológiában vagy a hétköznapi életünkben is, hogy javítsuk életvitelünket. A buddhisták és a tudósok megoszthatják egymással gyakorlati és kutatási módszereiket és profitálhatnak a másik tapasztalataiból és megértéseiből.

## Híres tudósok a buddhizmusról
Niels Bohr, az atommodell megalkotója azt mondta, hogy
|  | „ahhoz, hogy az atomelmélet leckéjéhez hasonlót találjunk azokhoz az episztemológiai problémákhoz kell fordulnunk, amelyekkel már olyan nagy gondolkodók, mint a Buddha vagy Lao-ce foglalkoztak, amikor megpróbálták harmóniába hozni a szemlélő és cselekvő helyzetünket a létezés hatalmas drámájában.” |
|  | |

Az irodalmi Nobel-díjas Bertrand Russell a buddhizmust spekulatív és tudományos filozófiának nevezte:
|  | „A buddhizmus a spekulatív és tudományos filozófia ötvözete. Tudományos módszert használ a végletekig, amelyet racionalistának nevezhetünk. Találhatók benne válaszok olyan érdekes kérdésekre, mint 'Mi a tudat és az anyag? Közülük melyik fontosabb? Halad a kozmosz egy cél felé? Mi az ember helyzete? Létezik nemes élet?' Átveszi onnan, ahonnan a tudomány már nem tud vezetni az eszközei csököttsége miatt. Csatái az elmét győzik le.” |
|  | |

Robert Oppenheimer amerikai fizikus a határozatlansági reláció jellemzése közben egy analógiával élt a buddhizmussal kapcsolatban:
|  | „Ha például megkérdezzük, hogy az elektron pozíciója ugyanaz marad-e, azt kell mondanunk, hogy 'nem';' ha azt kérdezzük, hogy az elektron helyzete megváltozott-e, akkor is azt kell mondanunk, hogy 'nem';' ha azt kérdezzük, hogy mozgásban van-e, megint csak azt kell mondanunk, hogy 'nem'. A Buddha adott ehhez hasonló válaszokat, amikor az ember halál utáni énjéről kérdezték; de ezek furcsa válaszok a 17-18. századi tudomány hagyománya számára.” |
|  | |

Albert Einstein fizikai Nobel-díjas szerint a buddhizmus tartalmaz egy erős kozmikus elemet:
|  | „...a vallásos tapasztalásnak van egy harmadik szintje, még akkor is ha ez ritkán található meg tiszta formájában. Ezt nevezem kozmikus vallásos érzésnek. Azok számára ez nehezen érthető, akik még soha nem érezték, mivel ebben nincs semmilyen ember formájú isten; érezzük az emberi vágyak és célok hiúságát, valamint a természetben és a gondolatok világában fellelhető csodás rendet. Az egyéni sorsot börtönnek érzi és teljes létezési élményt keres, mint egy jelentésekkel teli egységet. Ennek a kozmikus vallási érzésnek a jeleit a fejlettség korábbi szintjein is meg lehet tapasztalni, például a Dávid zsoltárban és a prófétákban. A kozmikus elem erősebb a buddhizmusban, ahogy, főként Schopenhauer nagyszerű esszéje megmutatta számunkra. Minden idők vallásos zsenijét kiemelte ez a kozmikus vallási érzés, amely nem ismer dogmákat, sem emberformájú isteneket. Ebből következően, nem lehet olyan egyház, amelynek a legfőbb tanai a kozmikus vallási élményen nyugszanak.” |
|  | |